# Kim Chi
Kim Chi (8 de agosto de 1987) é o nome artístico de Sang-Young Sin, uma drag queen, artista e personalidade de televisão sul-coreana-americana mais conhecida por participar da oitava temporada de RuPaul's Drag Race. Kim Chi foi a primeira participante coreana-americana no programa, bem como a primeira drag queen coreana-americana na televisão nacional americana.

## Início
Sang-Young Shin nasceu nos Estados Unidos em 8 de agosto de 1987 e viveu na Coréia do Sul ainda criança. Seus pais, que são divorciados, também moram em Chicago. A partir de 2017, sua mãe não sabia que ele se montava de drag até alcançar a fama na televisão. Shin estudou design gráfico na faculdade antes de trabalhar como diretor de arte e explorar escultura, design de moda e pintura.

## Carreira
Shin começou a se apresentar em drag como Kim Chi em Chicago em 2012. Descrevendo sua estética de drag, Shin afirmou: "Kim Chi é uma personagem de anime de ação ao vivo cuja estética de moda pode ser descrita como 'guardanapo biônico'. Imagino que minha aura seja uma variedade de cores ultravioletas que vomitam brilho. Celebro todas as coisas fofas, divertidas, estranhas e exóticas." Antes de entrar em RuPaul's Drag Race, Kim Chi fez amizade e ajudou a concorrente da sétima temporada Trixie Mattel a conseguir um de seus primeiros empregos de drag em Chicago, pois era difícil para Mattel encontrar um em Milwaukee, sua cidade natal.
Kim Chi foi uma das doze drag queens aceitas para a oitava temporada de RuPaul's Drag Race, que começou a ser exibida em 7 de março de 2016. Ao ingressar no programa, ela se tornou "a primeira drag queen coreana a aparecer na televisão nacional americana". Kim Chi venceu o primeiro desafio, que veio com um pequeno prêmio em dinheiro. Shin enviou o dinheiro para sua mãe, dizendo que ele conseguiu fazer o trabalho de maquiagem. Eventualmente, Kim Chi chegou ao top 3 junto com Naomi Smalls, mas perdeu o título para Bob the Drag Queen. Durante a final, ela dublou uma música feita especificamente para ela chamada "Fat, Fem, & Asian", que foi um comentário sobre estereótipos negativos no mundo do namoro gay.

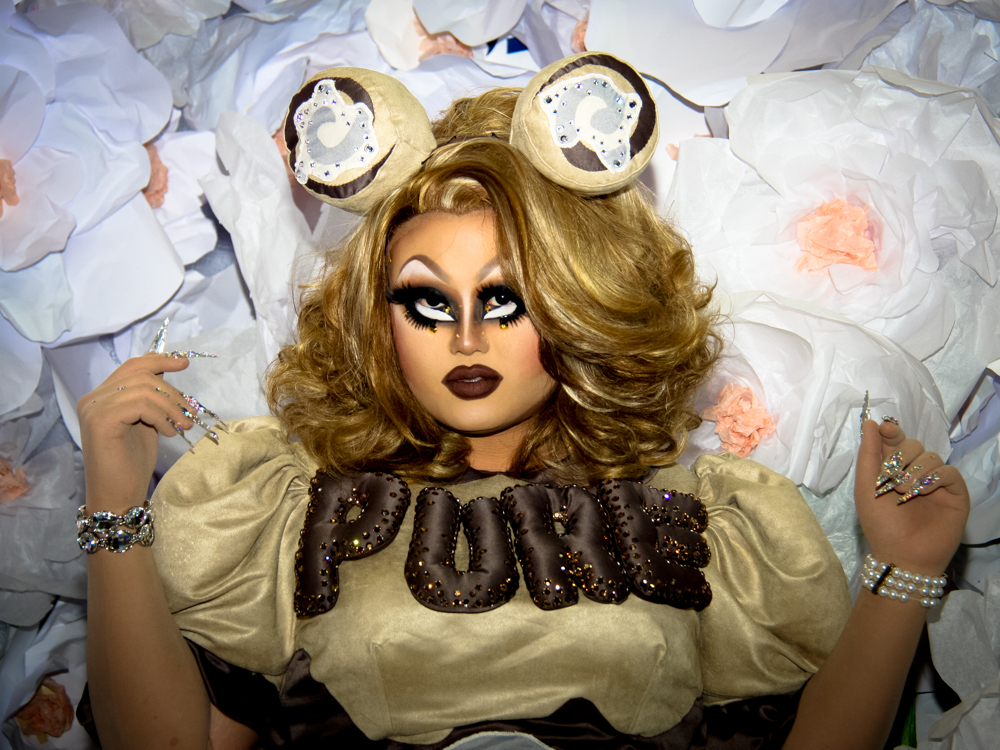
Kim Chi em 2017

Após Drag Race, Kim Chi estabeleceu uma parceria com a Sugarpill Cosmetics para criar diferentes itens de maquiagem, incluindo o Kim Chi Liquid Lip Color, um batom com aroma de rosquinha descrito como um "malva lilás fosco com uma mistura sutil e única de aqua transparente e brilhos violeta". Outros itens incluíam o Kim Chi Electric Teal Eyeshadow e Kim Chi Liquid Lip Color.
Em novembro de 2016, Kim Chi lançou um pacote de emojis chamado Kimchiji. Os emojis incluiu suas frases de efeito, uma tigela de burrito, uma asa de frango e uma palmada na bunda.
Em março de 2017, Kim Chi foi convidada para a Faculdade de Comunicação e Belas Artes da Universidade Loyola Marymount para um evento chamado "Uma noite fabulosa com Kim Chi: explorando a identidade de gênero por meio de drag". Ela foi a primeira drag queen a vir para a faculdade, e fez isso com maquiagem completa. Juntamente com uma apresentação, houve uma seção de perguntas e respostas durante o evento.
Em abril de 2017, Kim Chi se apresentou no campus da Arizona State University West para a Asian Heritage Week e a Parada Gay. Emily Kwon, Presidente da Coalizão de Estudantes da Ásia-Ásia-Pacífico, convidou Kim Chi a se apresentar para os alunos.
Em maio de 2017, Kim Chi se apresentou como parte da turnê Werq the World 2017. A turnê, organizada por Bianca Del Rio e Michelle Visage, também contou com as drag queens Alaska Thunderfuck, Alyssa Edwards, Detox, Latrice Royale e Violet Chachki.
Em dezembro de 2018, Kim Chi apareceu no especial de televisão RuPaul's Drag Race Holi-slay Spectacular, uma versão festiva única da série regular de Drag Race.
Em setembro de 2019, Kim Chi anunciou que estava desenvolvendo sua própria linha de cosméticos em colaboração com a Bespoke Beauty Brands, lançada por Toni Ko, fundadora da NYX Cosmetics, chamada Kim Chi Chic.